# الكسندر هاي
الكسندر هاي (بالإنجليزية: Alexander Hay)‏ هو سياسي نيوزلندي وأسترالي، ولد في 8 يناير 1865 في أوكلاند في نيوزيلندا، وتوفي في 8 مايو 1941. حزبياً، نشط في Nationalist Party (Australia) ‏. وقد انتخب عضو مجلس النواب الأسترالي عن دائرة نيو إنجلند ‏ (13 ديسمبر 1919 – 16 ديسمبر 1922).